# بوئنوس آیرس (کائوکا)
بوئنوس آیرس (کائوکا) (به اسپانیایی: Buenos Aires, Cauca) یک سکونتگاه مسکونی در کلمبیا است که در بخش کائوکا واقع شده‌است.

## خصوصیات
بوئنوس آیرس ۲۱٬۳۰۰ نفر جمعیت دارد و ۲٬۳۱۳ متر بالاتر از سطح دریا واقع شده‌است.